# چارلی اشلتر
چارلی اِشلَتر (انگلیسی: Charlie Schlatter؛ زادهٔ ۱ مهٔ ۱۹۶۶) یک هنرپیشه و نویسنده اهل ایالات متحده آمریکا است.

## گزیدهٔ آثار

### سینما
- دوشیزه گمشده و دختران جزیره (۲۰۰۴)
- دانشکده پلیس: مأموریت مسکو (۱۹۹۴)
- اسکادا اس‌ای (۱۹۹۲)
- چراغ‌های روشن، شهر بزرگ (۱۹۸۷)

### تلویزیون
- ان‌سی‌آی‌اس (۲۰۱۴)